# 東横特急 (SUPER BELL"Z&向谷実のアルバム)
「東横特急」（とうよことっきゅう）は、SUPER BELL''Zと向谷実のコラボレーションアルバム第一弾である。東急東横線開通80周年の一環として製作された。発売元は「ヤマハエーアンドアール」。

## 解説
- 東急東横線の開通80周年記念の一環で製作された。
- 東急東横線の渋谷〜横浜高速鉄道みなとみらい線の元町・中華街までを車掌DJ風にアレンジしている。11番までフルで聞くと東横特急の所要時間とほぼ同じ時間となる。
- ジャケットは当時主力だった東急9000系を模したものになっている。
- 一曲一曲は独立しているが、内容は最後まで連続しているのが特徴。
- SUPER BELL"Z側の初期の楽曲「Bass man」が編曲された状態となって初CD化した。
- VVVFの宴は鉄道ゼミナール大手私鉄編にてBGMとしても使用された。
- 2014年1月22日、新たなトラックを加えた「東横特急2014」が発売された。SUPER BELL"Zがキングレコードに移籍したため、発売元はキングレコードである。再発当時、東京メトロ副都心線直通運転開始後であることから、ジャケットが東急5050系を模したものに変更されている。

## 収録曲
向谷側の曲が9曲、 SUPER BELL"Z側の曲が4曲収録されている。
1. ピアノコンチェルトOp.東横特急（作曲・編曲：向谷実　作詞：野月貴弘）
2. 祭・東急フェスティバル（作曲：土屋基　作詞・編曲：野月貴弘）
3. GAOKA（作曲・編曲：向谷実　作詞：野月貴弘）
4. Side By Side（作曲・編曲：向谷実　作詞：野月貴弘）
5. VVVFの宴（作曲・編曲：向谷実　作詞：野月貴弘）
6. GAG,JAB and GAG（作曲・作詞：野月貴弘・土屋基　編曲：野月貴弘）
7. My nane is 向谷です（作曲・編曲：向谷実　作詞：野月貴弘）
8. 高速軌道ミナトミライン～みらい鉄道横風のテーマ～（作詞曲・編曲：野月貴弘）
  - 特撮CG映画「みらい鉄道 横風」のテーマ曲。
9. Bass man ～MMMix～（作曲：野月貴弘・少覚一　作詞：編曲：野月貴弘）
  - 中国語を織り交ぜており、歌詞の一部は「MOTOR MAN 中華特急みなとみらい」から引用している。
10. 街・ヨコハマ（作曲・編曲：向谷実　作詞：野月貴弘）
11. Not in service（作曲・編曲：向谷実）
  - MCのみのため、歌詞がない。
12. Side By Side（INST.）（作曲・編曲：向谷実）
13. ピアノコンチェルトOp.東横特急（INST.）（作曲・編曲：向谷実）
14. Departing from New Shibuya Terminal組曲（作曲・編曲：向谷実　作詞：野月貴弘）
  - 東横特急2014のみに収録。
15. Departing from New Shibuya Terminal（作曲・編曲：向谷実）
  - 地下化後の東急東横線渋谷駅発車メロディの原曲版。東横特急2014のみに収録。曲調は報道番組のテーマ曲風に仕上がっている。